# إرينا ناكاياما
إرينا ناكاياما (باليابانية: 中山恵里奈؛ بالكانا: なかやま えりな) هي مؤدية صوت يابانية، ولدت في 17 مارس 1987 في آيتشي في اليابان.

## وصلات خارجية
- إرينا ناكاياما على موقع IMDb (الإنجليزية)
- إرينا ناكاياما على موقع ميوزك برينز (الإنجليزية)
- إرينا ناكاياما على موقع قاعدة بيانات الفيلم (الإنجليزية)
- إرينا ناكاياما على موقع كينوبويسك (الروسية)
- إرينا ناكاياما على موقع ANN person (الإنجليزية)